# Christine Crawley
Pour les articles homonymes, voir Crawley (homonymie).
Christine Mary Crawley, née le 9 janvier 1950 à Wicklow, est une femme politique britannique.
Membre du Parti travailliste, elle est députée européenne de 1984 à 1999. Elle est pair à vie depuis 1998.